# Joan Dunayer
Joan Dunayer est une écrivaine, éditrice et défenseure des droits des animaux américaine. Elle est l'auteure de deux livres, Animal Equality (2001) et Speciesism (2004).
Dunayer est diplômée de l'Université de Princeton et possède une maîtrise en littérature anglaise, en éducation et en psychologie.

## Œuvres choisies

### Livres
- Speciesism (Derwood, MD : Ryce Publishing, 2004).
- Animal Equality: Language and Liberation (Derwood, MD : Ryce Publishing, 2001)[2],[3].

### Chapitres de livre
- « Mixed Messages : Opinion Pieces by Representatives of US Nonhuman-Advocacy Organizations », dans Critical Animal and Media Studies : Communication for Nonhuman Animal Advocacy, éd. Núria Almiron, Matthew Cole et Carrie P. Freeman (New York : Routledge, 2016), 91-106.
- « The Rights of Sentient Beings: Moving Beyond Old and Nex Speciesism », dans The Politics of Species: Reshaping Our Relationships with Other Animals, éd. Raymond Corbey et Annette Lanjouw (Cambridge, Royaume-Uni : Cambridge University Press, 2013), 27–39.
- « Sexist Words, Speciesist Roots », dans Animals and Women: Feminist Theoretical Explorations, éd. Carol J. Adams et Josephine Donovan (Durham, Caroline du Nord : Duke University Press, 1995), 11–31.

### Articles
- « Avancement des droits des animaux », Journal of Animal Law (volume III, 2007)
- « Servir les abus : promouvoir les aliments d'origine animale » Satya Magazine (octobre 2006)
- "Réponse à un spéciste autoproclamé" Vegan Voice (septembre / novembre 2005)
- "Du spécisme à l'égalité" The Vegan (été 2005)
- "Les droits des animaux" welfaristes ": un oxymore" Satya Magazine (mars 2005)
- "L'anglais et le spécisme" English Today (Vol. 19, No. 1, 2003)
- Discours sur l'égalité des animaux à la conférence de Vienne sur les droits des animaux en Autriche (septembre 2002)
- "On Speciesist Language" On The Issues Magazine (hiver 1990)